# Lista de campeões juvenis em simples de torneios do Grand Slam
Esta é a lista de campeões juvenis em simples do Australian Open, de Roland Garros, de Wimbledon e do US Open.
A era amadora durou do início de cada torneio (menos o US Open, cuja categoria debutou posteriormente) até o Australian Open de 1968. Neste período, com exceção de Wimbledon, as competições tinham outros nomes: o Australian Open foi o Australian Championships (1968–1927) e o Australasian Championships (até 1926). Roland Garros, o French Championships.
A era profissional ou aberta começou no Torneio de Roland Garros de 1968 e vai até os dias atuais.

## Por ano

### Era aberta
| Ano  | Australian Open                                | Roland Garros                | Wimbledon                   | US Open                       |
| ---- | ---------------------------------------------- | ---------------------------- | --------------------------- | ----------------------------- |
| 2025 | Henry Bernet                                   |                              |                             |                               |
| 2024 | Rei Sakamoto                                   | Kaylan Bigun                 | Nicolai Budkov Kjær         | Rafael Jódar                  |
| 2023 | Alexander Blockx                               | Dino Prižmić                 | Henry Searle                | João Fonseca                  |
| 2022 | Bruno Kuzuhara                                 | Gabriel Debru                | Mili Poljičak               | Martín Landaluce              |
| 2021 | Torneio juvenil não realizado                  | Luca Van Assche              | Samir Banerjee              | Daniel Rincón                 |
| 2020 | Harold Mayot                                   | Dominic Stricker             | Torneio não realizado       | Torneio juvenil não realizado |
| 2019 | Lorenzo Musetti                                | Holger Vitus Nødskov Rune    | Shintaro Mochizuki          | Jonáš Forejtek                |
| 2018 | Sebastian Korda                                | Tseng Chun-hsin (1/2)        | Tseng Chun-hsin (2/2)       | Thiago Seyboth Wild           |
| 2017 | Zsombor Piros                                  | Alexei Popyrin               | Alejandro Davidovich Fokina | Wu Yibing                     |
| 2016 | Oliver Anderson                                | Geoffrey Blancaneaux         | Denis Shapovalov            | Félix Auger-Aliassime         |
| 2015 | Roman Safiullin                                | Tommy Paul                   | Reilly Opelka               | Taylor Harry Fritz            |
| 2014 | Alexander Zverev                               | Andrey Rublev                | Noah Rubin                  | Omar Jasika                   |
| 2013 | Nick Kyrgios                                   | Christian Garín              | Gianluigi Quinzi            | Borna Ćorić                   |
| 2012 | Luke Saville (2/2)                             | Kimmer Coppejans             | Filip Peliwo (1/2)          | Filip Peliwo (2/2)            |
| 2011 | Jiří Veselý                                    | Bjorn Fratangelo             | Luke Saville (1/2)          | Oliver Golding                |
| 2010 | Tiago Fernandes                                | Agustín Velotti              | Márton Fucsovics            | Jack Sock                     |
| 2009 | Yuki Bhambri                                   | Daniel Berta                 | Andrey Kuznetsov            | Bernard Tomic (2/2)           |
| 2008 | Bernard Tomic (1/2)                            | Yang Tsung-hua               | Grigor Dimitrov (1/2)       | Grigor Dimitrov (2/2)         |
| 2007 | Brydan Klein                                   | Vladimir Ignatic             | Donald Young (2/2)          | Ričardas Berankis             |
| 2006 | Alexandre Sidorenko                            | Martin Kližan                | Thiemo de Bakker            | Dušan Lojda                   |
| 2005 | Donald Young (1/2)                             | Marin Čilić                  | Jérémy Chardy               | Ryan Sweeting                 |
| 2004 | Gaël Monfils (1/3)                             | Gaël Monfils (2/3)           | Gaël Monfils (3/3)          | Andy Murray                   |
| 2003 | Marcos Baghdatis                               | Stanislas Wawrinka           | Florin Mergea               | Jo-Wilfried Tsonga            |
| 2002 | Clément Morel                                  | Richard Gasquet (1/2)        | Todd Reid                   | Richard Gasquet (2/2)         |
| 2001 | Janko Tipsarević                               | Carlos Cuadrado              | Roman Valent                | Gilles Müller                 |
| 2000 | Andy Roddick (1/2)                             | Paul-Henri Mathieu           | Nicolas Mahut               | Andy Roddick (2/2)            |
| 1999 | Kristian Pless                                 | Guillermo Coria              | Jürgen Melzer               | Jarkko Nieminen               |
| 1998 | Julien Jeanpierre                              | Fernando González            | Roger Federer               | David Nalbandian              |
| 1997 | Daniel Elsner (2/3)                            | Daniel Elsner (3/3)          | Wesley Whitehouse           | Arnaud Di Pasquale            |
| 1996 | Björn Rehnquist                                | Alberto Martín               | Vladimir Voltchkov          | Daniel Elsner (1/3)           |
| 1995 | Nicolas Kiefer (1/2)                           | Mariano Zabaleta             | Olivier Mutis               | Nicolas Kiefer (2/2)          |
| 1994 | Ben Ellwood                                    | Jacobo Díaz                  | Scott Humphries             | Sjeng Schalken                |
| 1993 | James Baily                                    | Roberto Carretero            | Răzvan Sabău                | Marcelo Ríos                  |
| 1992 | Grant Doyle                                    | Andrei Pavel                 | David Škoch                 | Brian Dunn                    |
| 1991 | Thomas Enqvist (1/2)                           | Andrei Medvedev              | Thomas Enqvist (2/2)        | Leander Paes (2/2)            |
| 1990 | Dirk Dier                                      | Andrea Gaudenzi (1/2)        | Leander Paes (1/2)          | Andrea Gaudenzi (2/2)         |
| 1989 | Nicklas Kulti (1/2)                            | Fabrice Santoro              | Nicklas Kulti (2/2)         | Jonathan Stark                |
| 1988 | Johan Anderson                                 | Nicolás Pereira (1/3)        | Nicolás Pereira (2/3)       | Nicolás Pereira (3/3)         |
| 1987 | Jason Stoltenberg                              | Guillermo Pérez-Roldán (2/2) | Diego Nargiso               | David Wheaton                 |
| 1986 | Torneio não realizado devido à mudança de data | Guillermo Pérez-Roldán (1/2) | Eduardo Vélez               | Javier Sánchez                |
| 1985 | Shane Barr ‡                                   | Jaime Yzaga                  | Leonardo Lavalle            | Tim Trigueiro                 |
| 1984 | Mark Kratzmann (4/4) ‡                         | Kent Carlsson                | Mark Kratzmann (2/4)        | Mark Kratzmann (3/4)          |
| 1983 | Stefan Edberg (4/4) ‡                          | Stefan Edberg (1/4)          | Stefan Edberg (2/4)         | Stefan Edberg (3/4)           |
| 1982 | Mark Kratzmann (1/4) ‡                         | Tarik Benhabiles             | Pat Cash (1/2)              | Pat Cash (2/2)                |
| 1981 | Jörgen Windahl ‡                               | Mats Wilander                | Matt Anger                  | Thomas Hogstedt               |
| 1980 | Craig Miller ‡                                 | Henri Leconte                | Thierry Tulasne             | Mike Falberg                  |
| 1979 | Greg Whitecross ‡                              | Ramesh Krishnan (1/2)        | Ramesh Krishnan (2/2)       | Scott Davis                   |
| 1978 | Pat Serret ‡                                   | Ivan Lendl (1/2)             | Ivan Lendl (2/2)            | Per Hjertquist                |
| 1977 | Ray Kelly (2/2) ‡                              | John McEnroe                 | Van Winitsky (1/2)          | Van Winitsky (2/2)            |
| 1977 | Brad Drewett (2/2)                             | John McEnroe                 | Van Winitsky (1/2)          | Van Winitsky (2/2)            |
| 1976 | Ray Kelly (1/2)                                | Heinz Günthardt (1/2)        | Heinz Günthardt (2/2)       | Ricardo Ycaza                 |
| 1975 | Brad Drewett (1/2)                             | Christophe Roger-Vasselin    | Chris Lewis                 | Howard Schoenfield            |
| 1974 | Harry Britain                                  | Christophe Casa              | Billy Martin (3/4)          | Billy Martin (4/4)            |
| 1973 | Paul McNamee                                   | Víctor Pecci                 | Billy Martin (1/4)          | Billy Martin (2/4)            |
| 1972 | Paul Kronk                                     | Buster Mottram               | Björn Borg                  |                               |
| 1971 | Cliff Letcher                                  | Corrado Barazzutti           | Robert Kreiss               |                               |
| 1970 | John Alexander (2/2)                           | Juan Herrera                 | Byron Bertram (2/2)         |                               |
| 1969 | Allan McDonald                                 | Antonio Muñoz                | Byron Bertram (1/2)         |                               |
| 1968 |                                                | Phil Dent (2/2)              | John Alexander (1/2)        |                               |

### Era amadora
| Ano                                                                     | Australian Open      | Roland Garros              | Wimbledon                  |
| ----------------------------------------------------------------------- | -------------------- | -------------------------- | -------------------------- |
| 1968                                                                    | Phil Dent (1/2)      |                            |                            |
| 1967                                                                    | Brian Fairlie        | Patrick Proisy             | Manuel Orantes             |
| 1966                                                                    | Karl Coombes         | Vladimir Korotkov (2/3)    | Vladimir Korotkov (3/3)    |
| 1965                                                                    | Georges Goven        | Gerald Battrick            | Vladimir Korotkov (1/3)    |
| 1964                                                                    | Tony Roche           | Cliff Richey               | Ismail El Shafei           |
| 1963                                                                    | John Newcombe (5/5)  | Nicky Kalogeropoulos (1/2) | Nicky Kalogeropoulos (2/2) |
| 1962                                                                    | John Newcombe (3/5)  | John Newcombe (4/5)        | Stanley Matthews           |
| 1961                                                                    | John Newcombe (1/5)  | John Newcombe (2/5)        | Clark Graebner             |
| 1960                                                                    | Will Coghlan         | Ingo Buding (2/2)          | Rodney Mandelstam          |
| 1959                                                                    | Butch Buchholz (3/3) | Ingo Buding (1/2)          | Toomas Leius               |
| 1958                                                                    | Martin Mulligan      | Butch Buchholz (1/3)       | Butch Buchholz (2/3)       |
| 1957                                                                    | Rod Laver            | Alberto Arilla             | Jimmy Tattersall           |
| 1956                                                                    | Bob Mark             | Mustapha Belkhodja         | Ronald Holmberg            |
| 1955                                                                    | Gerry Moss           | Andrés Gimeno              | Mike Hann                  |
| 1954                                                                    | Billy Knight (2/2)   | Roy Emerson                | Ramanathan Krishnan        |
| 1953                                                                    | Bill Gilmour         | Jean-Noël Grinda           | Billy Knight (1/2)         |
| 1952                                                                    | Ken Rosewall (2/3)   | Ken Rosewall (3/3)         | Bobby Wilson               |
| 1951                                                                    | Lew Hoad             | Ham Richardson             | Johann Kupferburger        |
| 1950                                                                    | Ken Rosewall (1/3)   | Roland Dubuisson           | John Horn                  |
| 1949                                                                    | Clive Wilderspin     | Jean-Claude Molinari       | Staffan Stockenberg (2/2)  |
| 1948                                                                    | Ken McGregor         | Kurt Nielsen (2/2)         | Staffan Stockenberg (1/2)  |
| 1947                                                                    | Don Candy            | Jacky Brichant             | Kurt Nielsen (1/2)         |
| 1946                                                                    | Frank Sedgman        |                            |                            |
| Torneio não realizado entre 1945 e 1941 devido à Segunda Guerra Mundial |                      |                            |                            |
| 1940                                                                    | Dinny Pails          |                            |                            |
| 1939                                                                    | Bill Sidwell         |                            |                            |
| 1938                                                                    | Max Newcombe         |                            |                            |
| 1937                                                                    | John Bromwich (3/3)  |                            |                            |
| 1936                                                                    | John Bromwich (2/3)  |                            |                            |
| 1935                                                                    | John Bromwich (1/3)  |                            |                            |
| 1934                                                                    | Neil Ennis           |                            |                            |
| 1933                                                                    | Adrian Quist         |                            |                            |
| 1932                                                                    | Vivian McGrath       |                            |                            |
| 1931                                                                    | Bruce Moore          |                            |                            |
| 1930                                                                    | Don Turnbull         |                            |                            |
| 1929                                                                    | Jack Crawford (4/4)  |                            |                            |
| 1928                                                                    | Jack Crawford (3/4)  |                            |                            |
| 1927                                                                    | Jack Crawford (2/4)  |                            |                            |
| 1926                                                                    | Jack Crawford (1/4)  |                            |                            |
| 1925                                                                    | Alan Coldham (2/2)   |                            |                            |
| 1924                                                                    | Alan Coldham (1/2)   |                            |                            |
| 1923                                                                    | L. Cryle             |                            |                            |
| 1922                                                                    | A.E. Yelden          |                            |                            |

| Legenda |
| ‡ Edição do Australian Open realizada em dezembro (tradicionalmente, o evento é disputado em janeiro). Em 1977, aconteceram duas edições: em janeiro e dezembro |